# Турач танзанійський

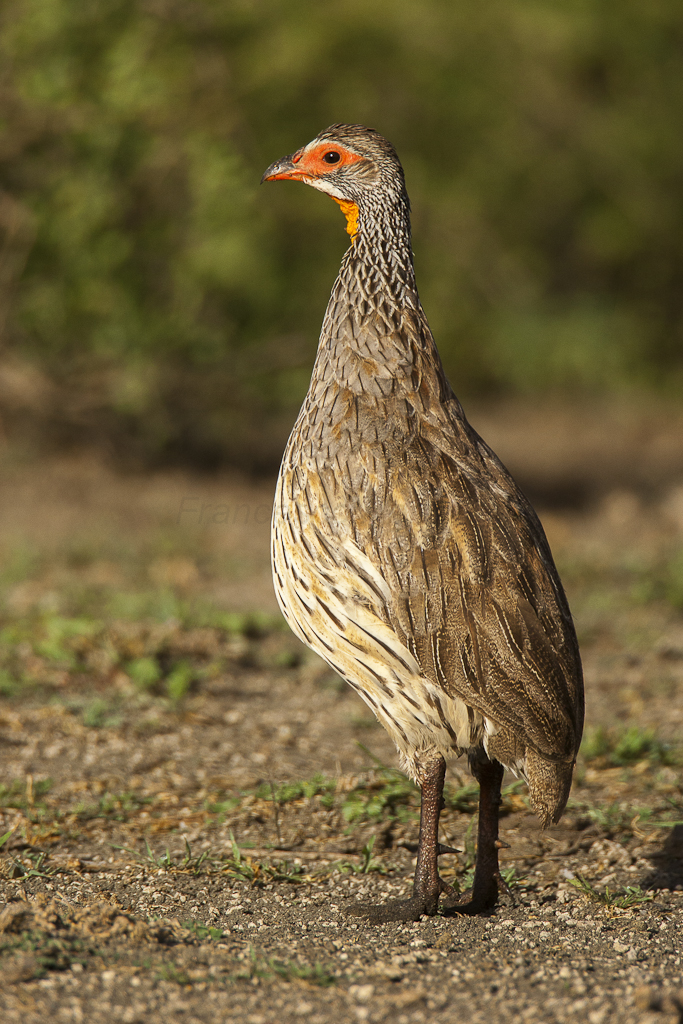
Танзанійський турач

Тура́ч танзанійський (Pternistis rufopictus) — вид куроподібних птахів родини фазанових (Phasianidae). Ендемік Танзанії.

## Поширення і екологія
Танзанійські турачі мешкають на півночі Танзанії, від озера Вікторія на схід до Серенгеті і Нґоронґоро і на південь до північної Сингіди. Вони живуть в саванах, на луках та в акацієвих рідколіссях. Зустрічаються парами або невеликими зграйками. Живляться переважно бульбами смикавця, а також насінням і комахами, зокрема кониками і термітами. Гніздяться з лютого по квітень та у червні-липні.